# Abi Tucker
Abigail Anne Tucker (født 22. januar 1973) er en australisk singer-songwriter og skuespillerinde, bedst kendt for sine roller i f.eks. Heartbreak High, The Secret Life of Us og McLeod's Daughters. Hun slog sit navn igennem som deltager i den australske version af New Faces tidligt i 1990erne, og kort derefter fik hun en rolle i serien The Heartbreak Kid – Heartbreak High – en spin-off fra filmen. En rolle i The Secret Life of Us gav Tucker sangstemme optale, og hun begyndte at indspille numre til cd’er.
Men det var ikke før i 2003 at hendes debut album Dreamworld blev udgivet. Som musiker er hun ikke bange for at eksperimenterer med sin lyd, og hun bevæger sig fra hård rock til pop. Tucker er kendt i Sydney som sanger efter at hendes sange kom på The Secret Life of Us albummet, hvor sangen, "Everybody (Idiot Free)", fik en 82. plads på den Australske Singles chart., ligesom hun også har sange med på albummet til filmen Angst (i hvilken hun spiller May).
Tucker optrådte sammen med Jonny Wilkinson, hvor de spillede stykket ”Breakfast” til Edinburgh Fringe Festival i 2006.
I 2007 fik Tucker rollen i serien McLeod's Daughters, som den stædige McLeod datter Grace Kingston. Tucker blev en af de sidste hovecroller i serien, der fik øksen efter 8. sæson. I serien spillede hun blandt andre sammen med Simmone Jade Mackinnon, der spillede Stevie og Edwina Richards der spillede Jaz, hendes søster.   

## Filmografi

### Film
| År   | Titel                 | Rolle         | Noter        |
| ---- | --------------------- | ------------- | ------------ |
| 1999 | Envy                  | Lissa         | Feature film |
| 2000 | The Wog Boy           | Annie O'Brien | Feature film |
| 2000 | Angst                 | May           | Feature film |
| 2001 | My Husband, My Killer | Michelle      | TV movie     |
| 2003 | Love Bytes            | Bea           | TV movie     |

### Tv
| År        | Titel                        | Rolle                          | Noter                             |
| --------- | ---------------------------- | ------------------------------ | --------------------------------- |
| 1994-1995 | Heartbreak High              | Jodie Cooper                   | TV series, 64 episodes            |
| 1996      | Water Rats                   | Amy Collins                    | TV series, episode: "Quad Squad"  |
| 1998      | Wildside                     | Kate Holbeck                   | TV series, episode: "1.40"        |
| 2001-2003 | The Secret Life of Us        | Miranda Lang                   | TV series, 55 episodes            |
| 2001      | National Geographic Presents | Narrator/Presenter             | Documentary                       |
| 2007-2009 | McLeod's Daughters           | Grace Kingston McLeod          | TV series, 45 episodes            |
| 2010–nu   | Play School                  | Presenter                      | TV series                         |
| 2010      | Cops L.A.C.                  | Nina Blunt / Amanda Hodge      | TV series, episode: "Blood Types" |
| 2012      | Giggle and Hoot              | Hootabelle (puppeteer / voice) | TV series                         |

## Diskografi

### Studiealbums
| År   | Albumdetaljer |
| ---- | --- |
| 1995 | Breathe In - First studio EP - Label: Shock Records                                                                  |
| 2003 | Dreamworld - First studio album - Release date: 2003 - Label: Kellet Street Records                                  |
| 2008 | One December Moon - Second studio album - Release date: September 2008 - Label: Kellet Street Records                |
| 2015 | The Falling Seeds - Collaboration with Julian Curwin - Third studio album - Label: Digital Downloads - Noisehive.com |
| 2020 | Who Do You Really Know? - Release date: January 2020                                                                 |

### Singler
| Titel       | År   | Højeste hitlsiteplacering | Album                 |
| Titel       | År   | AUS                       | Album                 |
| ----------- | ---- | ------------------------- | --------------------- |
| "Everybody" | 2001 | 78                        | The Secret Life of Us |